# 呂温
呂 温（りょ おん、772年 - 811年）は、中国・唐の詩人。字は和叔、または化光。呂渭の子。蒲州河東県の出身。著書に『呂衡州集』がある。